# Ludvig Igra
Ludvig Igra, född 1945 i Polen, död 2003 i Sverige var en svensk psykoanalytiker. Igra föddes av judiska föräldrar som överlevde förintelsen och som sedan, år 1947, när Igra var två år, flyttade till Sverige. Igra har varit betydelsefull i den svenska psykoanalytiska rörelsen och är författare till en rad böcker.